# Xian autonome miao, yao et dai de Jinping
Pour les articles homonymes, voir Jinping.
Le xian autonome miao, yao et dai de Jinping (金平苗族瑶族傣族自治县 ; pinyin : Jīnpíng miáozú yáozú dǎizú Zìzhìxiàn) est un district administratif de la province du Yunnan en Chine. Il est placé sous la juridiction de la préfecture autonome hani et yi de Honghe.

## Démographie
La population du district était de 310 276 habitants en 1999.